# Iván Freitez-Rosales
Iván Alexander Freitez-Rosales ist ein venezolanischer Pokerspieler. Er gewann 2011 das Main Event der European Poker Tour.

## Pokerkarriere
Seine erste Geldplatzierung bei einem Live-Turnier erzielte Freitez-Rosales im 2007 in Los Angeles. Mitte Juni 2009 war der Venezolaner erstmals bei der World Series of Poker im Rio All-Suite Hotel and Casino am Las Vegas Strip erfolgreich und kam bei einem Turnier der Variante No Limit Hold’em in die Geldränge. Im Juli 2010 sicherte er sich den Sieg beim Deep Stack Extravaganza im Venetian Resort Hotel am Las Vegas Strip mit einem Hauptpreis von mehr als 100.000 US-Dollar. Im Mai 2011 gewann Freitez-Rosales das Main Event der European Poker Tour in Madrid. Dafür setzte er sich gegen 685 andere Spieler durch und erhielt eine Siegprämie von 1,5 Millionen Euro. Im Vorfeld des Finaltischs war er in jenem Turnier mehrfach durch eine unfaire Spielweise aufgefallen, indem er einen vermeintlichen Call am River mit „Raise“ angesagt hatte, um so seine starke Hand vom Gegner ausbezahlt zu bekommen. Im November 2015 siegte der Venezolaner bei einem Deepstack-Turnier der Rock ’N’ Roll Poker Open in Hollywood, Florida, und sicherte sich knapp 120.000 US-Dollar. Seitdem blieben größere Turniererfolge aus. Seine bis dato letzte Geldplatzierung erzielte er im Dezember 2019.
Insgesamt hat sich Freitez-Rosales mit Poker bei Live-Turnieren mehr als 2,5 Millionen US-Dollar erspielt und ist damit der erfolgreichste venezolanische Pokerspieler.